# Bob Hite
Bob „The Bear“ Hite (26. února 1943 Torrance, Kalifornie, USA – 5. dubna 1981 Los Angeles, Kalifornie, USA) byl americký zpěvák blues rockové kapely Canned Heat od roku 1965 do jeho smrti v roce 1981.
V roce 1965 kdy bylo Hitovi 22 let dal dohromady kapelu s Alanem Wilsonem, Henrym Vestinem a připojili se k nim basista Larry Taylor a Frank Cook, hráč na bicí. Kapela se pojmenovala po písničce z roku 1928 od Tommyho Johnsona Canned Heat Blues. Hite byl v roce 1969 pozván do americké TV show spolu s dalšími hosty a když byl jeden z dalších hostů. Byli dotázáni, co si myslí, že by byl Hite, kdyby byl zvíře. Odpověděli, že medvěd. Hite na to řekl, že mají pravdu, že ho lidé oslovují „The Bear“. Vyprodukoval také album s jedním z největších bluesmanů Ameriky, John Lee Hookerem, Hooker 'n Heat (1971), vyšlo v době, kdy byl už frontman kapely Alan Wilson mrtev. Byl sběratelem LP desek, se kterými si založil i obchod. Byl též velký znalec bluesové hudby, publikoval časopis o této hudbě. Bob „The Bear“ Hite zemřel 5. dubna 1981 ve své dodávce na předávkování drogami, které požil v pauze při vystoupení v jednom z Hollywoodských klubů.